# Duellmanohyla ignicolor
Espèce
Synonymes
- Ptychohyla ignicolor Duellman, 1961

Statut de conservation UICN

 NT  : Quasi menacé
Duellmanohyla ignicolor est une espèce d'amphibiens de la famille des Hylidae.

## Répartition
Cette espèce est endémique de l'État d'Oaxaca au Mexique. Elle se rencontre entre 680 et 1 850 m d'altitude dans la Sierra Juárez,.

## Description
Duellmanohyla ignicolor mesure environ 30 mm. Son dos est vert brillant et son ventre est crème.

## Publication originale
- Duellman, 1961 : Description of Two New Species of Frogs, Genus Ptychohyla, Studies of American Hylid Frogs V. University of Kansas publications, Museum of Natural History, vol. 13, p. 351-357 (texte intégral).